# Gaëtane Crouzillas
Gaëtane Crouzillas, née Boitel le 11 avril 1920 à Persan et morte le 30 avril 2003 à Drancy, est une athlète française, spécialiste des épreuves de sprint, des courses de haies et du saut en longueur.

## Biographie
Gaëtane Michelle Julienne Boitel est sacrée championne de France en remportant l'épreuve du 80 m haies en 1937.
L'année suivante, elle s'adjuge le 100 mètres et la longueur.
Puis en 1939, les 100 mètres, 80 m haies et le Saut en longueur.
Après trois ans d'absence, Gaëtane Crouzillas rechausse les pointes. Elle est de nouveau titrée sur 80 m haies et le saut en longueur des Championnats de France d'athlétisme 1942.